# 마이산 용암일대 암각서군
마이산 용암일대 암각서군은 대한민국 전북특별자치도 진안군 마령면에 있다. 2016년 12월 28일 진안군의 향토문화유산(유형) 제6호로 지정되었다.

## 개요
'龍岩', '駐?臺', '馬耳洞天', '非禮勿動', '靑丘日月大韓乾坤' 등의 중요 암각서가 남아 있다.